# Олександродар (Олександрійський район)
Олександрода́р —  село в Україні, у Олександрійському районі Кіровоградської області. Входить до складу Петрівської селищної громади. Населення становить 28 осіб. Орган місцевого самоврядування — Петрівська селищна рада.

## Населення
Згідно з переписом УРСР 1989 року чисельність наявного населення села становила 58 осіб, з яких 24 чоловіки та 34 жінки.
За переписом населення України 2001 року в селі мешкало 28 осіб.

### Мова
Розподіл населення за рідною мовою за даними перепису 2001 року:
| Мова       | Відсоток |
| ---------- | -------- |
| українська | 96,43 %  |
| російська  | 3,57 %   |

## Персоналії
В Олександродарі  народився  у родині Єєлисаветградського міщанина  освітянин   Євген Феодосійович Моцний (Сагайдаковський) (1870-пр.1935).